# Марчук Володимир Трохимович
Володи́мир Трохи́мович Марчу́к — прапорщик Збройних сил України, учасник російсько-української війни.

## З життєпису
Начальник служби логістики 140-го окремого центру спеціального призначення.
7 серпня 2014 року перебував у складі спеціальної групи з евакуації екіпажу збитого терористами медичного гелікоптера Мі-8 поблизу Савур-могили. Особисто надав першу медичну допомогу пораненим та забезпечував доставку до польового госпіталю. З п'яти осіб, що перебували на борту, дістали поранення різного ступеня тяжкості й були доставлені в лікувальні установи троє членів екіпажу.

## Нагороди
За особисту мужність і героїзм, виявлені у захисті державного суверенітету та територіальної цілісності України, вірність військовій присязі під час російсько-української війни нагороджений
- орденом «За мужність» III ступеня (27.11.2014).